# Hofferia
Hofferia — род пчёл из подсемейства Megachilinae. 2 вида.

## Распространение
Палеарктика.

## Экология
Строгие олиголекты, встречающиеся на растениях семейства Астровые и некоторые виды с предпочтением подсемейства Carduoideae. Вид Hofferia schmiedeknechti наблюдался в ходах жуков в мёртвой древесине (Tkalcu, 1984).

## Классификация
Род Hofferia является членом группы родов Heriades и является сестринской группой к роду Stenoheriades (Praz et al., 2008). В состав рода входят следующие виды:
- Hofferia mauritanica (Lucas, 1849) — северная Африка
- Hofferia schmiedeknechti (Schletterer, 1889) — Европа, юго-западная Азия